# Tempa
Tempa − wieś w Estonii, w prowincji Hiuma, stolica gminy Pühalepa.